# Paliavana sericiflora
Paliavana sericiflora är en tvåhjärtbladig växtart som beskrevs av George Bentham. Paliavana sericiflora ingår i släktet Paliavana och familjen Gesneriaceae. Inga underarter finns listade i Catalogue of Life.